# Bernard Smeenk
Bernard Daniel Smeenk (Enkhuizen, 11 augustus 1908 - Amsterdam, 18 september 2002) was een Nederlandse predikant. Tijdens de Tweede Wereldoorlog hield hij zich actief bezig met de hulp aan joodse onderduikers.

## Levensloop
Smeenk was lid van de Gereformeerde Kerken in Nederland. Hij studeerde theologie aan de Vrije Universiteit in Amsterdam. In 1935 volgde hij zijn broer op als predikant in Blokland. In 1943 nam Smeenk een beroep aan van de gereformeerde kerk in Renkum en Heelsum. Bij zijn aantreden las hij alle kerkgangers, inclusief de Renkumse burgemeester Jenze Jan Talsma, de les over de vraag welke overheid zij wilden gehoorzamen. Voor zijn komst had het Renkumse verzet moeite om voldoende onderduikplaatsen te vinden, daarna ging het een stuk makkelijker. Smeenk gaf zelf prioriteit aan het onderbrengen van Joden. Hij kwam hierdoor zelf in botsing met de lokale LO-leider Johan Snoek, hoewel deze hem achteraf gelijk gaf. Zelf bood Smeenk ook onderdak aan joodse onderduikers. Vanaf januari 1944 tot het einde van de oorlog verbleef de Joodse Stella Ricardo bij hem. Er was een schuilplaats voor haar ingericht achter een boekenplank. Via Jo Olde en Hendrik van der Drift probeerde hij ook Joodse onderduikers in Wolfheze te plaatsen.
Na de Slag om Arnhem in september 1944 werd Renkum frontgebied en daarom gedwongen geëvacueerd. Smeenk week aanvankelijk uit naar Bennekom. De verzetsman Jaap Spruijt haalde hem over naar Veenendaal te komen, aangezien de eigen predikant Dirk van Enk sinds de april-meistakingen uit 1943 zat ondergedoken. Smeenk nam verschillende Joodse onderduikers mee vanuit Renkum, naar verluidt 23.
Na de oorlog stond Smeenk nog twee jaar op de kansel in Renkum en Heelsum. In 1947 vertrok hij naar Nederlands-Indië, waar hij twee jaar predikant was op Balikpapan. Na zijn terugkeer in Nederland in 1949 werd hij predikant in Amsterdam-Zuid, met als speciale taak zending onder Joden. In 1961 werd hij predikant in de christelijke leefgemeenschap Nes Ammim in Israël, waar hij tot zijn emeritaat in 1972 bleef. Vanuit Nes Ammim mocht van de Israëlische regering geen zending worden bedreven. Smeenk was daar tegen. Hij zei: "Hoe kan een christen nu zwijgen over de enige Naam?" Na zijn terugkeer in Nederland woonde Smeenk in Amsterdam.

## Persoonlijk
Smeenk was getrouwd met de schilderes Josina Smeenk-Knap (1900-1991). Samen kregen zij vijf kinderen. Smeenk, zijn vrouw en zijn schoonmoeder die tijdens de oorlog bij hen inwoonde, ontvingen in 1980 van het Israëlische holocaustcentrum Yad Vashem de eretitel Rechtvaardige onder de Volkeren.
- Nationale Bibliotheek van Israël: 987007296660705171
- Nederlandse Thesaurus van Auteursnamen: 070797986
- Virtual International Authority File: 98422332
- WorldCat: E39PBJtmwRMvVjvKC8xCrmXfMP